# Heidi Klum
Heidi Klum (AFI: [/klʊm/]) (Bergisch Gladbach, 1 de junho de 1973) é uma supermodelo, produtora televisiva, estilista, apresentadora televisiva e atriz alemã. Ficou conhecida no mundo da moda pela semelhança com Catherine Deneuve.

## Carreira

### Super Modelo
Heidi Klum é mais conhecida pela sua carreira como modelo internacional. Começou aos 19 anos, tendo aparecido na capa de muitas revistas de moda como Vogue, Elle ou Marie Claire. Klum tornou-se popular após aparecer na capa da Sports Illustrated Swimsuit Issue. Foi convidada, em 2004, para a edição especial comemorativa do 40º aniversário, posando junto das principais modelos que fizeram a história e o sucesso da revista, Christie Brinkley, Valeria Mazza, Elle Macpherson, Cheryl Tiegs, Tyra Banks, Rachel Hunter, Stacey Williams, Paulina Porizkova, Vendela Kirsebom e Roshumba Williams. (Foto Hall of Fame)
Contudo, tornou-se também conhecida pelo seu trabalho para a companhia americana Victoria's Secret, destacando-se como uma das Victoria's Secret Angels, sendo assim uma das figuras mais populares da marca de lingerie. Em 2010 Klum declarou que havia saído oficialmente da equipe.
Segundo a revista Forbes, Heidi Klum foi em 2006 a 3.ª modelo mais bem paga do mundo, com um ganho anual estimado em 8 milhões de dólares. De 2007 a 2010 é a 2.ª modelo mais bem paga, com 14 milhões em 2007, 16 milhões em 2008 e 2009 e em 2010 com 20 milhões.

### Televisão e cinema
Klum é a apresentadora do Project Runway, no canal SIC Mulher, em Portugal e no People+Arts e E! Entertainment Television, no Brasil. O programa que tem como alvo maior o mundo da moda traz vários estilistas, que competem por um prêmio.
Também fez alguns episódios em séries americanas, como em Spin City, Sex and the City, Yes, Dear e How I Met Your Mother. Klum também apresenta o programa Germany's Next Top Model, não exibido no Brasil nem em Portugal. Participou do filme Ella Enchanted (fez o papel da loira gigante) com Anne Hathway. Atualmente ela também faz parte do corpo de jurados de America's Got Talent, além de apresentar o programa Seriously Funny Kids, no Lifetime.
Em 2001 ela participou do clip da música Love Foolosophy do disco A Funk Odyssey, da banda Britânica Jamiroquai.

## Vida pessoal
Heidi Klum nasceu na cidade de Bergisch Gladbach, uma pequena cidade na Alemanha. Casou-se em 1997 com Ric Pipino, união que terminou em 2002. No dia 5 de Maio de 2004 a modelo foi mãe de uma menina chamada Leni Klum, fruto do seu relacionamento com o italiano Flavio Briatore. A 10 de Maio de 2005 Klum casou com o cantor Seal numa praia no México. A 12 de setembro de 2005 nasce Henry Günter Ademola Dashtu Samuel, a 22 de novembro de 2006 nasce o seu terceiro filho Johan Riley Fyodor Taiwo Samuel e a 9 de outubro de 2009 nasce a sua quarta filha, Lou Klum Samuel.[carece de fontes?] Em 2010, Klum adotou oficialmente o sobrenome do marido, Seal. Em 2012 Heidi pediu o divórcio do cantor Seal, após seis anos de casamento invocando "diferenças irreconciliáveis" com o marido, de 49 anos. Heidi Klum tinha tatuado "Seal" e quatro estrelas a simbolizar os filhos. Após a rutura Klum iniciou o processo de remoção da tatuagem, tendo deixado apenas as estrelas representando Leni, Henry, Johan e Lou.
Em setembro de 2012, Klum assumiu o namoro com o seu ex-guarda-costas Martin Kirsten, relação que terminou em Janeiro de 2014. Em fevereiro de 2014 iniciou uma relação com Vito Schnabel, um negociante de arte de 27 anos. Atualmente, Heidi é casada com Tom Kaulitz, guitarrista da banda alemã Tokio Hotel, desde Agosto de 2019.
A modelo tem a sua própria coleção de jóias. Fez um seguro para as suas pernas no valor de dois milhões de dólares. Heidi Klum tem como hábito, vício e hobbie gastar dinheiro com viagens mensais e as vezes até semanais para o Senegal e outros países africanos como Gana por exemplo. Ela mantém esse vício de viagens para África desde adolescente até os dias atuais.[carece de fontes?]